# Роман Унгерн фон Штернберг
Роман Фјодорович фон Унгерн-Штернберг (рус. Рома́н Фёдорович фон У́нгерн-Ште́рнберг; 10. јануар 1886 — 15. септембар 1921), рођен као Николај Роберт Максимилијан Фрајхер фон Унгерн-Штернберг, био је руски барон и белогардејски генерал у Руском грађанском рату, а затим независни војсковођа који је ратовао у Монголији против Кине.

## Живот
Рођен је у имућној породици 10. јануара 1886. године у Грацу. Припадао је немачкој мањини Руске Империје. Учествовао је у Првом светском рату.
Унгерн је био ултраконзервативни монархиста и антикомуниста који је тежио обнови руске монархије после Руске револуције и оживљавању Монголског царства под влашћу Богд-кана. Његова привлачност према вађрајана будизму и ексцентричан, често насилан однос према непријатељима и сопственим људима дали су му надимак „Луди барон“ или „Крвави барон“.
Унгерн је у фебруару 1921. на челу азијске коњичке дивизије протерао кинеске трупе из Монголије и обновио монархијску моћ Богд-кана. Током петомесечне окупације спољне Монголије, Унгерн је увео диктатуру над главним градом Улан Батором, страхом, застрашивањем и бруталним насиљем над својим противницима, посебно бољшевицима. У јуну 1921. године наставио је инвазију на источни Сибир да би подржао анти-бољшевичке побуне и покренуо инвазију против Црвене армије и Монголије. Та акција довела је до његовог пораза и заробљавања два месеца касније. Њега је заробила Црвена армија, а месец дана касније суђено му је за контрареволуцију у Новониколајевску. После шесточасовног показног суђења проглашен је кривим, а 15. септембра 1921. године погубљен.

## Одликовања
| Награда или одликовање | Награда или одликовање                       | додељује       |
| ---------------------- | -------------------------------------------- | -------------- |
|                        | Орден Светог Георгија                        | Руска Империја |
|                        | Орден Светог Владимира                       | Руска Империја |
|                        | Орден Свете Ане                              | Руска Империја |
|                        | Орден Светог Станислава                      | Руска Империја |
|                        | Медаља "У знак сећања на руско-јапански рат" | Руска Империја |